# Центральноамериканский Кубок по волейболу
Центральноамериканский Кубок по волейболу — соревнования для мужских и женских национальных сборных команд стран Центральной Америки, проводимые в рамках Ассоциации волейбольных федераций Центральной Америки (АFECAVOL), являющейся составной частью Конфедерации волейбола Северной, Центральной Америки и Карибского бассейна (NORCECA). Всего в АFECAVOL входят национальные волейбольные федерации 7 стран — Белиза, Гватемалы, Гондураса, Коста-Рики, Никарагуа, Панамы и Сальвадора.
Первый розыгрыш Центральноамериканского Кубка состоялся в 1974 году в Сальвадоре. С 1987 проводится раз в два года, с 2000 — по чётным годам. С 1991 служит отборочным турниром к чемпионатам NORCECA. По итогам розыгрыша Центральноамериканского Кубка одна команда (из числа не проходящих по рейтингу) получает право стартовать в североамериканском первенстве следующего года.
Участвующие команды проводят однокруговой турнир, по результатам которого определяется итоговая расстановка мест. По итогам прошедших 22 розыгрышей рекордсменами по количеству побед у мужчин является сборная Панамы (9), у женщин — сборная Коста-Рики (18).  

## Призёры

### Мужчины
| Год  | Страна проведения | 1-е место  | 2-е место                | 3-е место  |
| ---- | ----------------- | ---------- | ------------------------ | ---------- |
| 1974 | Сальвадор         | Панама     | Гватемала                | Сальвадор  |
| 1976 | Коста-Рика        | Панама     | Гватемала                | Коста-Рика |
| 1977 | Гватемала         | Гватемала  | Сальвадор                | Коста-Рика |
| 1987 | Никарагуа         | Коста-Рика | Панама                   | Гватемала  |
| 1989 | Коста-Рика        | Коста-Рика | Гватемала                | Панама     |
| 1991 | Гондурас          | Гондурас   | Панама                   | Никарагуа  |
| 1993 | Сальвадор         | Панама     | Сальвадор                | Гондурас   |
| 1995 | Гватемала         | Панама     | Гондурас                 | Гватемала  |
| 1997 | Панама            | Гондурас   | Гватемала                | Коста-Рика |
| 1999 | Гватемала         | Коста-Рика | Гватемала                | Панама     |
| 2000 | Сальвадор         | Коста-Рика | Белиз                    | Гондурас   |
| 2002 | Коста-Рика        | Панама     | Коста-Рика               | Гондурас   |
| 2004 | Гондурас          | Панама     | Гондурас                 | Коста-Рика |
| 2006 | Панама            | Панама     | Коста-Рика               | Гватемала  |
| 2008 | Никарагуа         | Панама     | Гватемала                | Коста-Рика |
| 2010 | Сальвадор         | Коста-Рика | Сальвадор                | Гватемала  |
| 2012 | Гватемала         | Гватемала  | Панама                   | Гондурас   |
| 2014 | Гондурас          | Коста-Рика | Гватемала                | Гондурас   |
| 2016 | Белиз             | Гватемала  | Доминиканская Республика | Белиз      |
| 2018 | Сальвадор         | Гватемала  | Коста-Рика               | Сальвадор  |
| 2021 | Гватемала         | Гватемала  | Коста-Рика               | Никарагуа  |
| 2023 | Белиз             | Гватемала  | Сальвадор                | Белиз      |

### Женщины
| Год  | Страна проведения | 1-е место  | 2-е место  | 3-е место |
| ---- | ----------------- | ---------- | ---------- | --------- |
| 1974 | Сальвадор         | Панама     | Гватемала  | Сальвадор |
| 1976 | Коста-Рика        | Панама     | Коста-Рика | Гватемала |
| 1977 | Гватемала         | Коста-Рика | Гватемала  | Сальвадор |
| 1987 | Никарагуа         | Коста-Рика | Гватемала  | Никарагуа |
| 1989 | Коста-Рика        | Коста-Рика | Гватемала  | Гондурас  |
| 1991 | Гондурас          | Гондурас   | Панама     | Никарагуа |
| 1993 | Сальвадор         | Коста-Рика | Никарагуа  | Гондурас  |
| 1995 | Гватемала         | Коста-Рика | Гватемала  | Гондурас  |
| 1997 | Гондурас          | Коста-Рика | Гондурас   | Никарагуа |
| 1999 | Гватемала         | Коста-Рика | Гватемала  | Никарагуа |
| 2000 | Сальвадор         | Коста-Рика | Никарагуа  | Сальвадор |
| 2002 | Никарагуа         | Коста-Рика | Никарагуа  | Сальвадор |
| 2004 | Никарагуа         | Коста-Рика | Гватемала  | Никарагуа |
| 2006 | Коста-Рика        | Коста-Рика | Гватемала  | Никарагуа |
| 2008 | Никарагуа         | Коста-Рика | Гватемала  | Никарагуа |
| 2010 | Панама            | Коста-Рика | Панама     | Никарагуа |
| 2012 | Сальвадор         | Коста-Рика | Никарагуа  | Гватемала |
| 2014 | Гватемала         | Коста-Рика | Никарагуа  | Гватемала |
| 2016 | Никарагуа         | Никарагуа  | Гватемала  | Панама    |
| 2018 | Белиз             | Коста-Рика | Белиз      | Сальвадор |
| 2021 | Никарагуа         | Коста-Рика | Никарагуа  | Сальвадор |
| 2023 | Никарагуа         | Коста-Рика | Гондурас   | Никарагуа |